# PHP総合研究所
PHP総合研究所（ピー・エッチ・ピー・そうごうけんきゅうしょ　英: PHP Research Institute，Inc.）は、1946年（昭和21年）に設立された民間シンクタンク。創設者は松下電器産業株式会社（現パナソニック）の創業者でもある松下幸之助。会社名のPHPは松下幸之助の願いを示しており、「Peace and Happiness through Prosperity（繁栄によって平和と幸福を）」の略。設立以来、様々な研究プロジェクトを組織し、数多くの政策提言を行っている。2010年10月1日、出版事業等を営むPHP研究所に吸収合併された。合併後の活動は「政策シンクタンク PHP総研」の呼称を用いている。